# Szczepan Rembowski
Szczepan Rembowski (ur. 9 grudnia 1905 w Łodzi, zm. 20 września 1972) – polski duchowny, dwukrotny proboszcz parafii Matki Bożej Dobrej Rady w Zgierzu.
Wyświęcony najpierw na subdiakona przez biskupa łódzkiego Wincentego Tymienieckiego, a w miesiąc później, 28 sierpnia 1932 roku, na diakona. W końcu sierpnia 1939 r. został zmobilizowany i jako kapelan brał udział w obronie Polski przed niemieckim najeźdźcą. Po klęsce wrześniowej przedostał się na Węgry w grudniu 1939, a następnie do Francji, gdzie otrzymał przydział w stopniu kapelana do tworzącej się Armii Polskiej. Po demobilizacji zdecydował się na powrót do kraju w dniu 1946 r.
W 1947 władze kościelne kierują go do Zgierza w celu zorganizowania nowej parafii, którą erygowano w 1948. W 1952 był na krótko uwięziony, a następnie usunięty z parafii. Po październikowych przemianach w Polsce powraca do Zgierza w 1957 i ponownie zostaje proboszczem parafii Matki Bożej Dobrej Rady. Jego staraniem wybudowano w 1961 kościół. W 1962 został przeniesiony do Łodzi, gdzie był kolejno proboszczem w dwóch parafiach.
Został pochowany na cmentarzu św. Anny w Łodzi.

## Ordery i odznaczenia
- Krzyż Srebrny Orderu Virtuti Militari nr 10356[2]

## Upamiętnienie
W 1997 r. imieniem Księdza Szczepana Rembowskiego nazwano jedną z ulic w Zgierzu (poprzednio: Komuny Paryskiej)